# Alan Westwater
George Alan Westwater (ur. 26 marca 1946 w Bridge of Allan, zm. 27 czerwca 2024 w Denny) – australijski piłkarz występujący na pozycji pomocnika.
W barwach Stirling Albion rozegrał 17 spotkań i zdobył dwie bramki w Scottish Division One.
W reprezentacji Australii zadebiutował 28 maja 1967 w przegranym 0:1 towarzyskim meczu ze Szkocją, a 21 listopada 1967 w wygranym 6:1 towarzyskim pojedynku z Singapurem strzelił swojego jedynego gola w kadrze. W drużynie narodowej wystąpił 11 razy.